# 大中神社

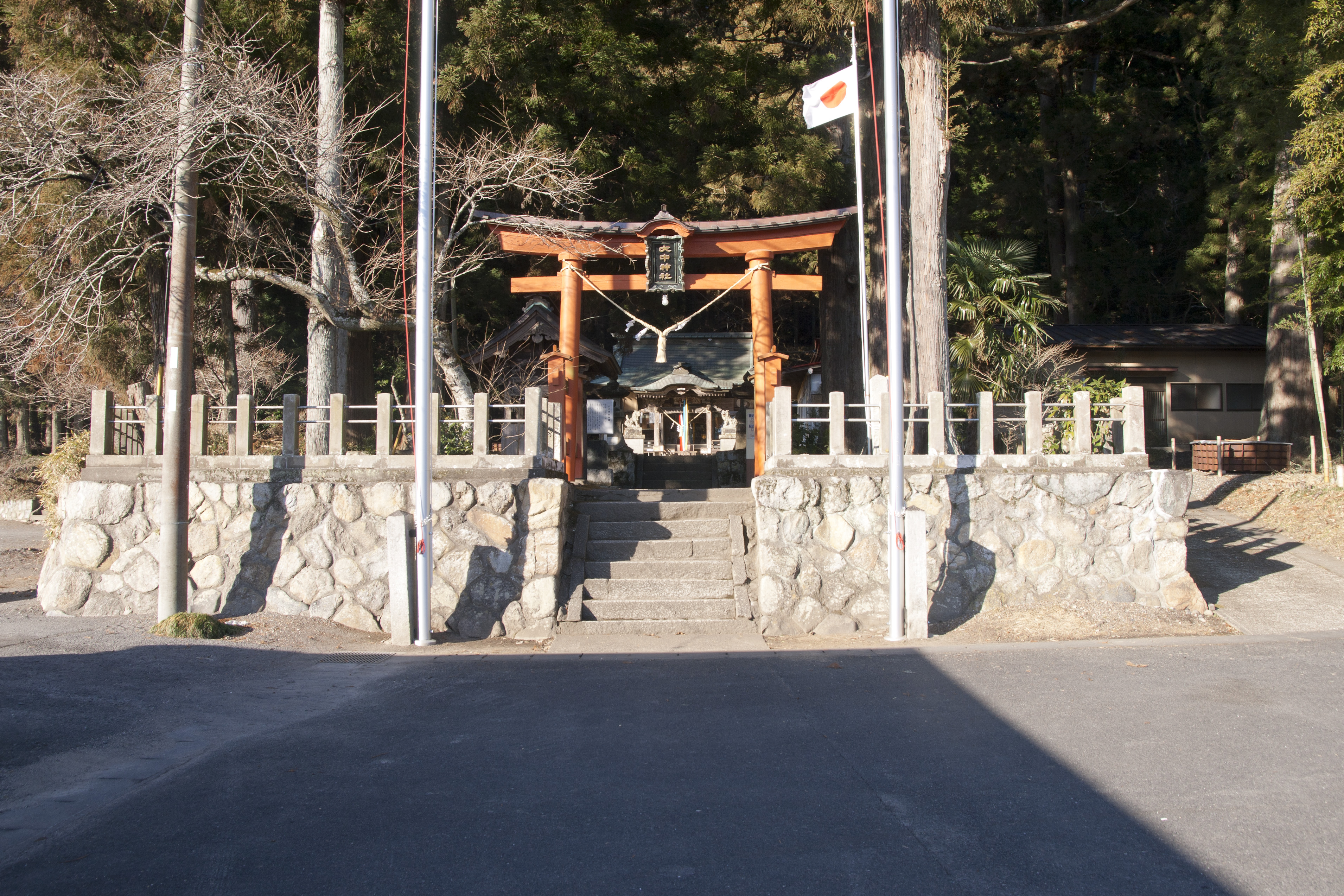
二の鳥居

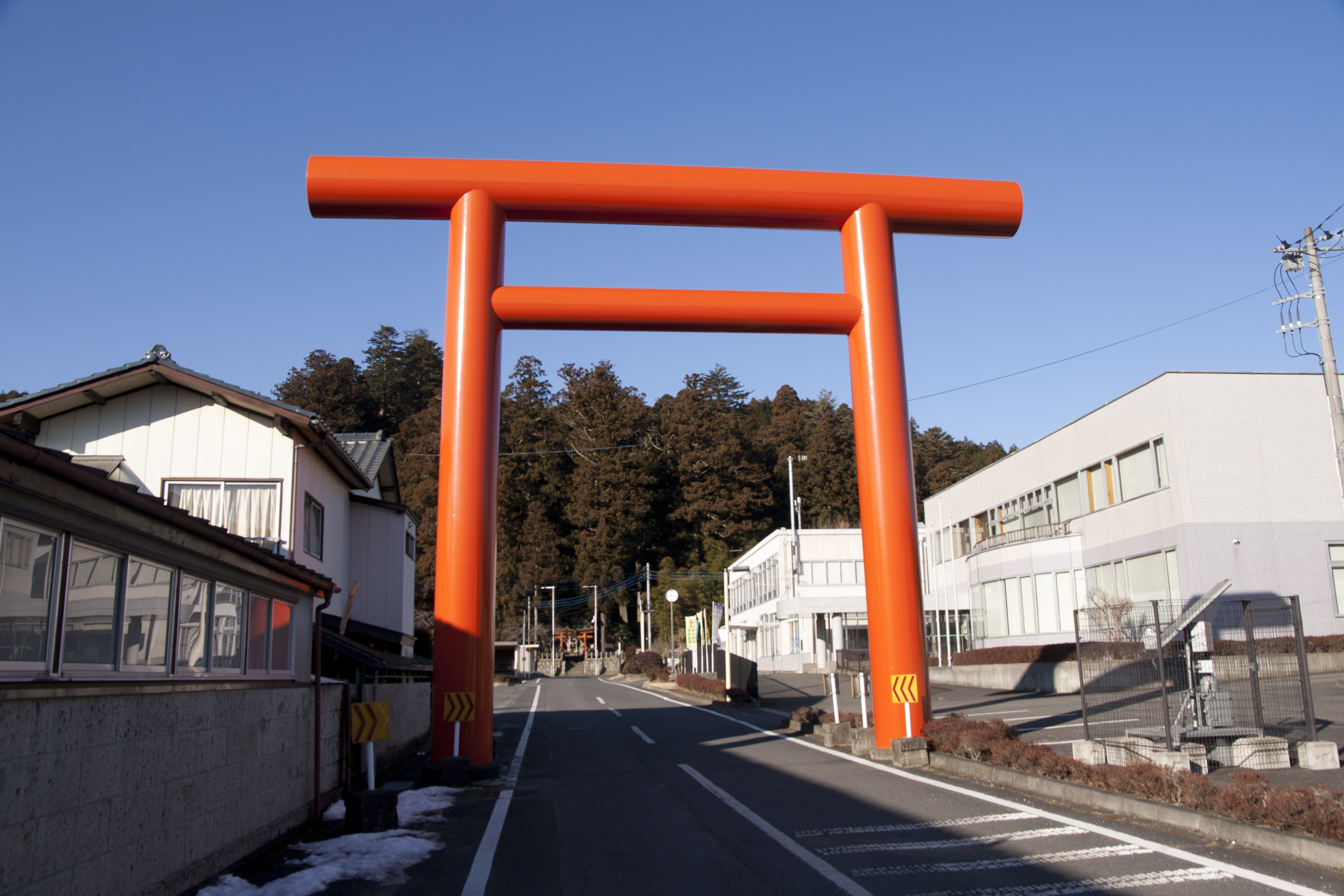
一の鳥居

大中神社（おおなかじんじゃ）は、茨城県常陸太田市大中町にある神社である。

## 概要
常陸太田市の北部、国道349号沿いの大中町（里美地区）に鎮座している。
創建は大同2年（807年）とされるが、直接的には後に源義家が奥羽追討の際、館籠地 (たてこもりち) 字小森 (こもり) に「大宮大明神」を建立し、戦勝を祈願したことが起源とされる。
応永元年（1394年）に火災に遭い焼失、正長元年（1428年）に東方の滝沢山に再建・遷座される。
元禄13年（1700年）、水戸藩主徳川光圀の命により大中字宿西 (現在地) に遷座し、大宮大明神は、里川村、徳田村、小妻村、小中村、大中村、折橋村、小菅村、大菅村、黒坂村、以上9村の総鎮守になった。
明治6年（1873年）4月1日、大中村の村社に列格され、「大宮大明神」を「大中神社」に改称、明治40年（1907年）4月1日、第178号供進指定。

## 祭神
- 大己貴命（大国主命）
- 少彦名命

## 神徳
- 家内安全
- 縁結び
- 夫婦和合
- 商売繁盛（五穀豊穣）

## 境内社
- 素鵞神社 (身体強固・風雨順調) 素盞嗚尊
- 愛宕神社 (火恩感謝・火防) 火具土命
- 天満神社 (学問の神) 菅原道真公
- 粟島神社 (針供養・金属) 少名彦名命
- 鷺森神社 (病気平癒・医薬) 素盞嗚尊
- 稲荷神社 (五穀豊穣平穏流通・商売繁盛) 倉稲魂命
- 大山神社 (山林守護・自然守護)
- 鹿島神社 (心身健固・和平守護)
- 八幡神社 (慈愛・健全育成・源氏守護神) 誉田別命
- 春日神社 (言魂) 天津児屋根命
- 秋葉神社 (火恩感謝・火気安全) 火産霊命
- 別雷皇神社 (雷災防護) 神倭盤余毘古命
- 足尾神社 (足腰健固・歩行安全) 国常立命
- 出羽三山神社 (羽黒・月山・湯殿)
- 琴平神社 (鉄剛・豊漁) 金山彦命
- 駒形神社 (牛馬守護・旅行安全) 倉稲魂命・保食命
- 筑波神社 (筑波山・夫婦和合) 伊邪那岐・伊邪那美命
- 厳島神社 (水恩感謝・金運財運・女性守護・芸能発展) 水波之売命
- 不動尊 (意志強固) 不動尊

## 文化財
- 本殿（市指定建造物文化財） - 江戸時代中期建造、総欅枡組[3][4]。
- 御神木（市指定天然記念物） - 杉、樹齢500年[3][4]。